# Light in Babylon (гурт)
Light in Babylon ([laɪt ɪn ˈbæbɪlən]; у пер. з англ. Світло у Вавилоні) — музичний гурт, утворений 2010 року в Стамбулі. Заснували троє музик — ізраїльська співачка та перкусіоністка Миха́ль Елія Кама́ль (англ. Michal Elia Kamal, івр. מיכל אליה קמל), французький ґітарист Жульєн Дема́рк (фр. Julien Demarque) і турецький інструменталіст Метеха́н Чітфчі (тур. Metehan Çitfçi). Досі тріо є основним складом гурту, до якого на великих концертах приєднується ритм-секція.